# Бове
Бове́ (фр. Beauvais, пикард. Bieuvais, лат. Bellovacum, Bratuspantium, Caesaromagus) — город на севере Франции, регион О-де-Франс, столица департамента Уаза. Расположен в 62 км к юго-западу от Амьена и в 78 к северу от Парижа, в месте слияния рек Терен и Авелон. На юге города находится железнодорожная станция Бове линии Эпине―Ле-Трепор.
Население (2018) — 56 605 человек.

## История
В античные времена — столица племени белловаков. После завоевания Юлием Цезарем в 52 до н. э. получил его имя — Caesaromagus. Впоследствии вновь назывался «городом белловаков» (Civitas de Bellovacis). C IX века упоминаются графы Бове, которыми довольно скоро стали нуайонские епископы, одни из самых могущественных во Франции (пэры Франции с 1013 года).
В 1346 году осаждённый город под руководством епископа Жана де Мариньи мужественно защищался против англичан; его спасло геройское самопожертвование Жана Липьера .
В 1472 году город был осажден бургундской армией герцога Карла Смелого и сумел выстоять благодаря героизму местных женщин во главе с Жанной Ашетт, чья память ежегодно отмечается благодарственной процессией.
В 1940 году город был сильно разрушен.

## Достопримечательности

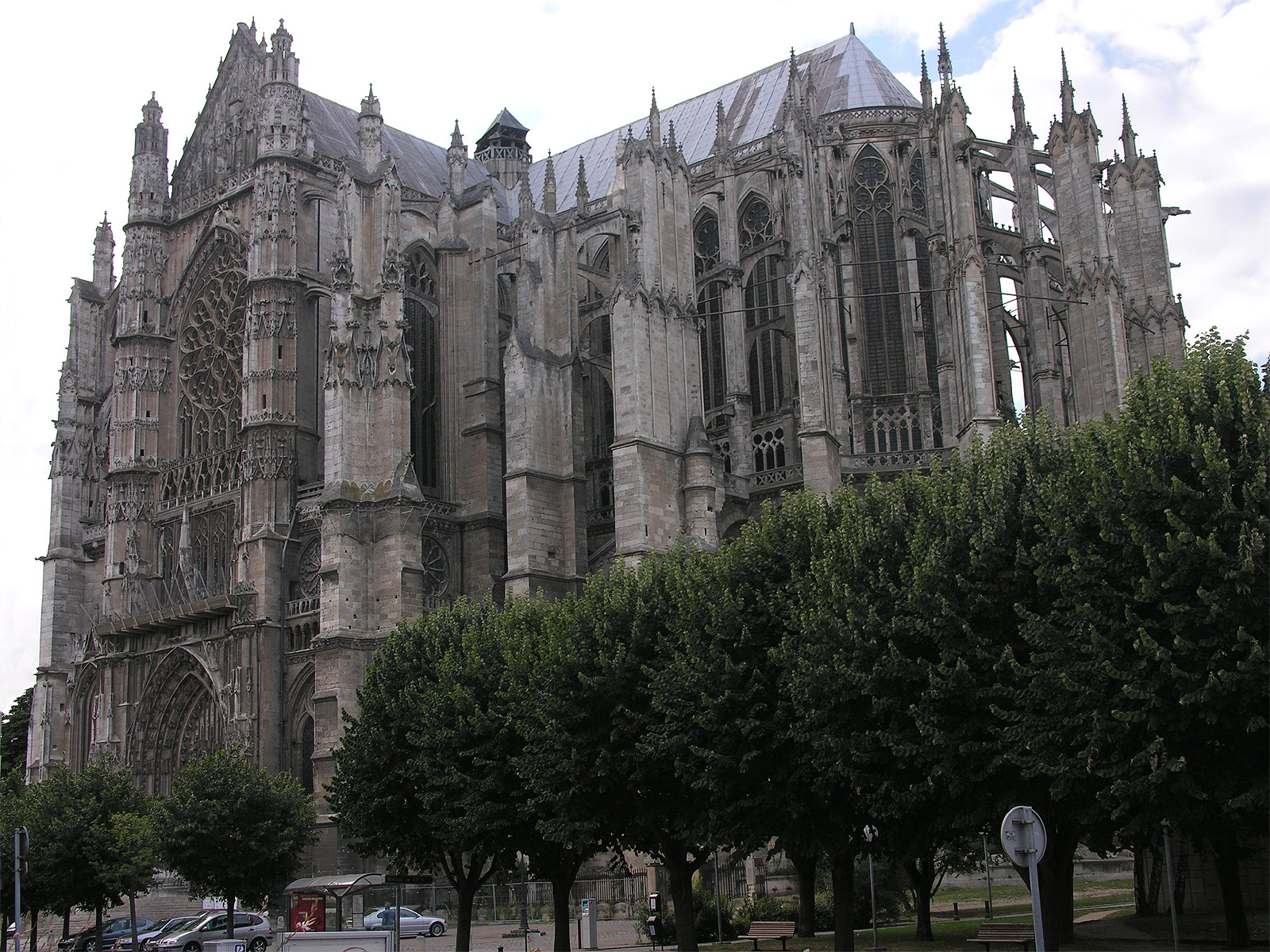
Собор Святого Петра

- Средневековое значение города отразилось в его готическом соборе Святого Петра, который задумывался как самый грандиозный в Европе, но за время строительства несколько раз обрушивался, погребая под собой строителей. В своём нынешнем (незавершённом) состоянии собор обладает самыми высокими в Европе средневековыми хорами. Храм достраивался в XVI веке; на месте, отведённом для нефа, сохранилась романская часовня X века. Собор знаменит сложными астрономическими часами (1866), гобеленами XV-XVII веков и стеклянными витражами XIII-XVI веков.
- Центральная городская площадь, на которой расположены мэрия и памятник Жанне Ашетт.
- Церковь Святого Стефана (Сент-Этьен), сочетание романского стиля XII-XIII веков и готики XVI-XVII веков
- Несколько сохранившихся зданий бывшего аббатства Сен-Люсьен, уничтоженного во время Революции в 1791 году
- Лепрозорий Сен-Лазар, здание XII века, в котором в настоящее время расположен туристический центр
- Бывший дворец епископов Бове, ныне — музей департамента Уаза

## Экономика
Бове традиционно знаменит своими шпалерами, которые в XVII и XVIII веках высоко ценились в Европе. Старинная шпалерная мануфактура была уничтожена во время Второй мировой войны, как и многие другие исторические памятники. Сейчас здесь расположены производства ковров, одеял, войлочных изделий, сельскохозяйственное машиностроение, производство удобрений.
В городе действует аэропорт с бюджетными авиалиниями.
Структура занятости населения:
- сельское хозяйство — 0,2 %
- промышленность — 13,2 %
- строительство — 6,1 %
- торговля, транспорт и сфера услуг — 42,0 %
- государственные и муниципальные службы — 38,5 %

Уровень безработицы (2017) — 22,5 % (Франция в целом — 13,4 %, департамент Уаза — 13,8 %). 

Среднегодовой доход на 1 человека, евро (2018) — 18 470 (Франция в целом — 21 730, департамент Уаза — 22 150).

## Демография
Динамика численности населения, чел.

## Известные уроженцы, жители
- Винсент из Бове (фр. Vincent de Beauvais; 1190—1264) — французский хронист, богослов и энциклопедист.
- Пьер Кошон (фр. Pierre Cauchon; 1371—1442) — католический епископ, организатор процесса над Жанной д’Арк.
- Жиль д’Ориньи́ (фр. Gilles d’Aurigny; конец XV века — 1553 год) — французский писатель и поэт.
- Жорж Ориоль (фр. George Auriol; 1863—1938) — французский писатель, поэт и художник.
- Анри Лебег (фр. Henri Lebesgue; 1875—1941) — французский учёный-математик.
- Пьер де Шрайдер (фр. Pierre de Schryder; 1913—1953) — французский борец сопротивления.
- Юбер де Живанши (фр. Hubert de Givenchy; 1927—2018) — французский модельер.
- Арно Демар (фр. Arnaud Démare; род. 1991) — французский спортсмен-велогонщик.

## Администрация
Администрацию Бове с 2001 года возглавляет Каролин Кайё (Caroline Cayeux). На муниципальных выборах 2020 года возглавляемый ею список победил в 1-м туре, получив 50,75 % голосов.
| Период | Период | Фамилия         | Партия                                                                                   | Примечания                                                                                |
| ------ | ------ | --------------- | ---------------------------------------------------------------------------------------- | ----------------------------------------------------------------------------------------- |
| 1972   | 1977   | Эдуар Гропирон  | Союз демократов в поддержку республики                                                   |                                                                                           |
| 1977   | 2001   | Вальтер Ансалем | Социалистическая партия                                                                  | фармацевт, член Генерального совета департамента, президент Регионального совета Пикардии |
| 2001   |        | Каролин Кайё    | Объединение в поддержку Республики Союз за народное движение Республиканцы Разные правые | преподаватель права и английского языка, член Регионального совета Пикардии, сенатор      |

## Города-побратимы
- Мейдстон, Великобритания
- Виттен, Германия
- Тчев, Польша
- Сетубал, Португалия
- Деж, Румыния

## Галерея

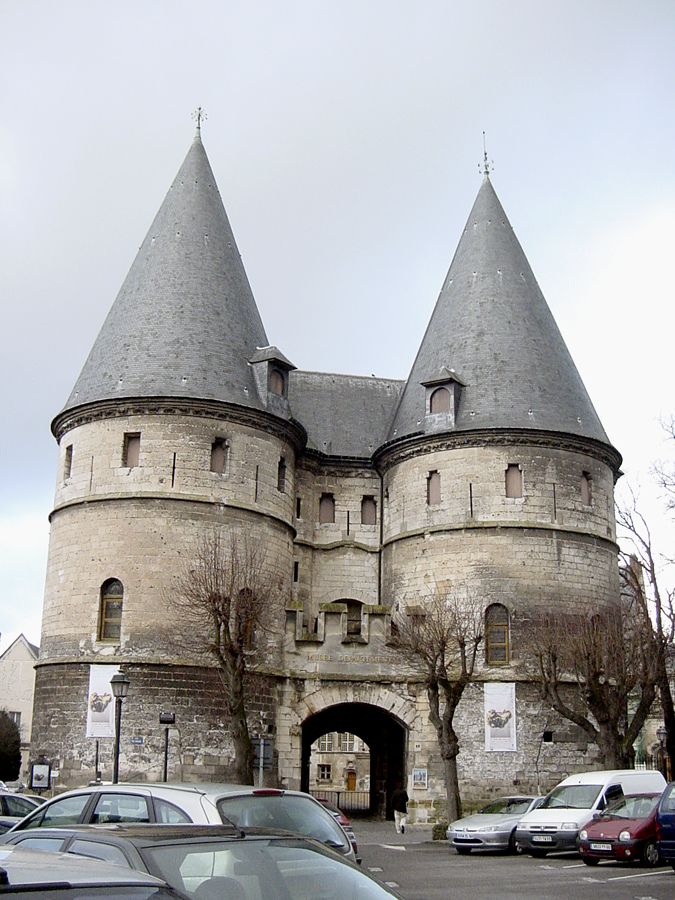
Дворец епископов
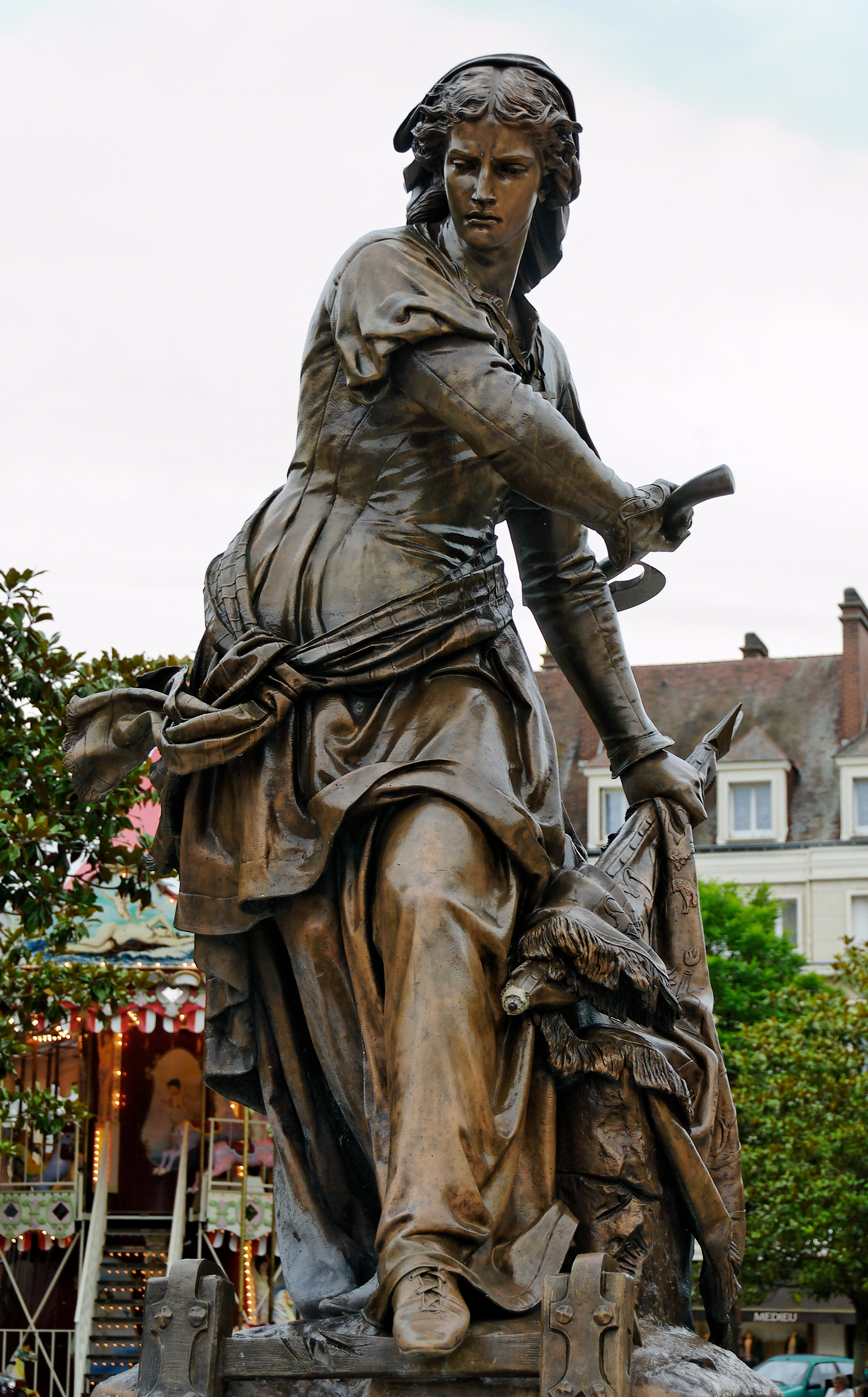
Бронзовая статуя Жанны Ашетт
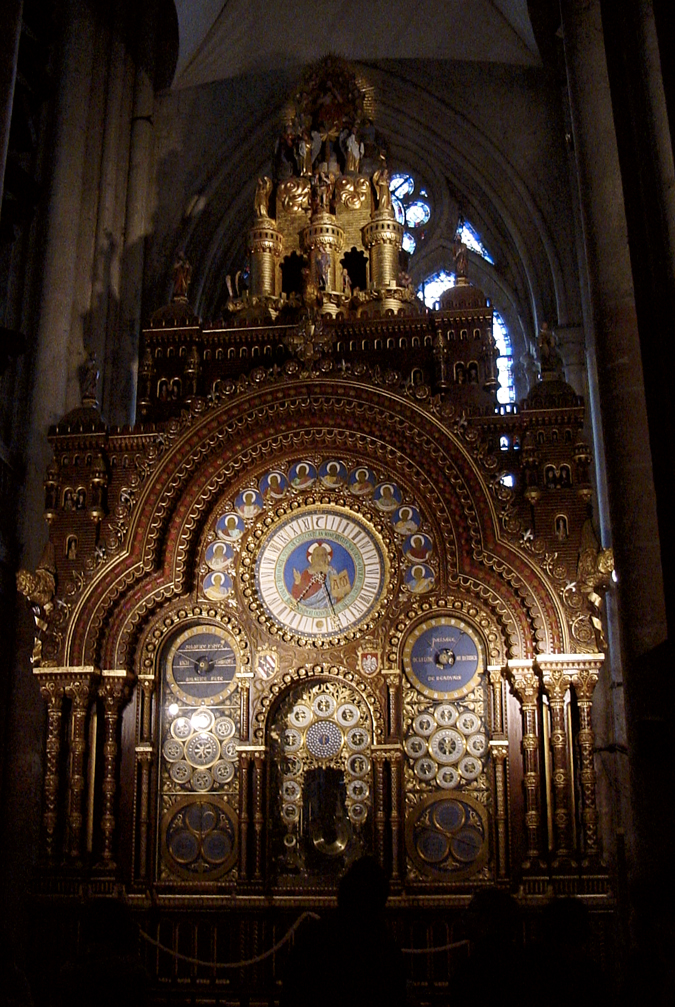
Астрономические часы из собора Святого Петра
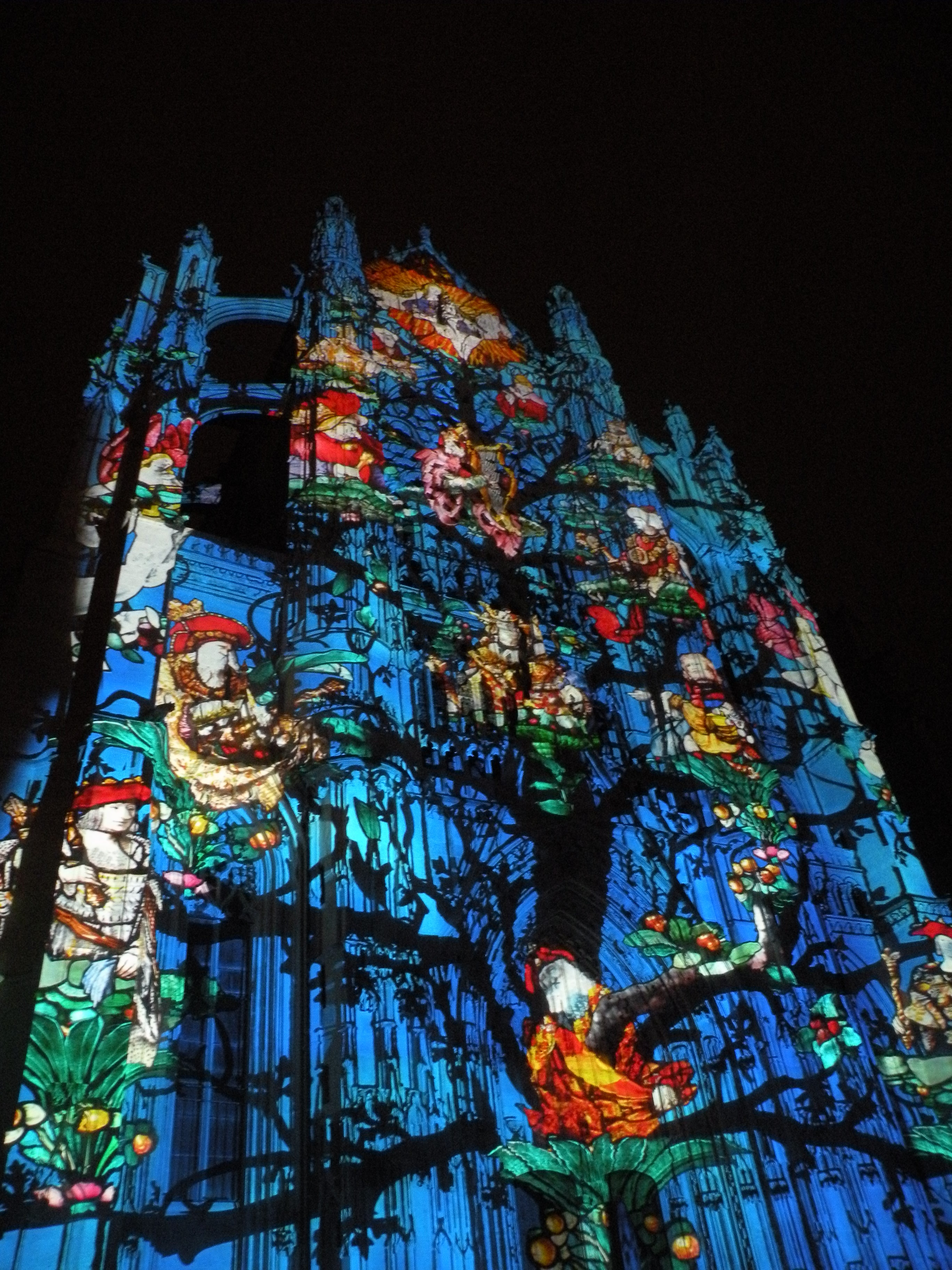
Витраж из собора Святого Петра
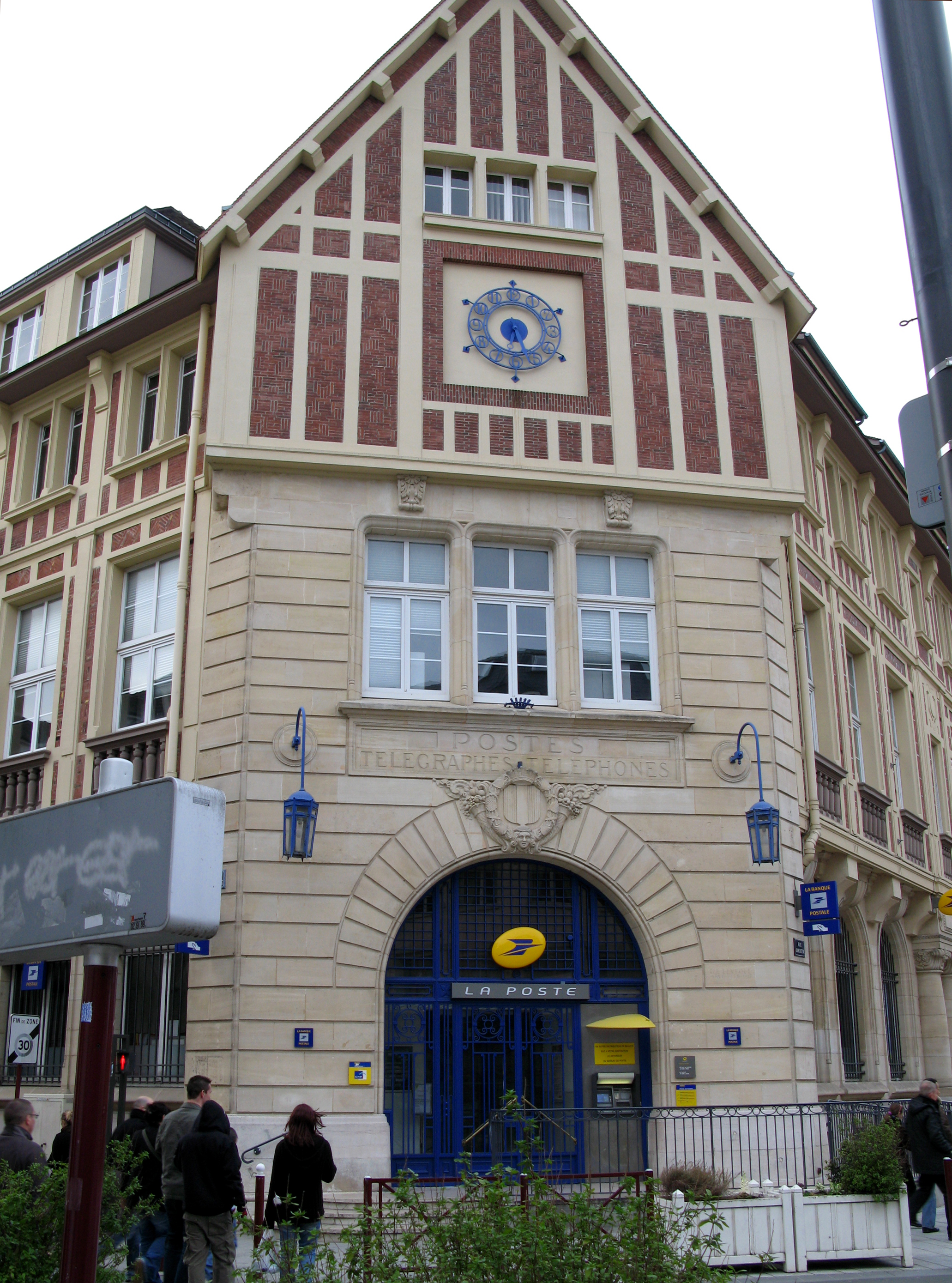
Здание почтамта
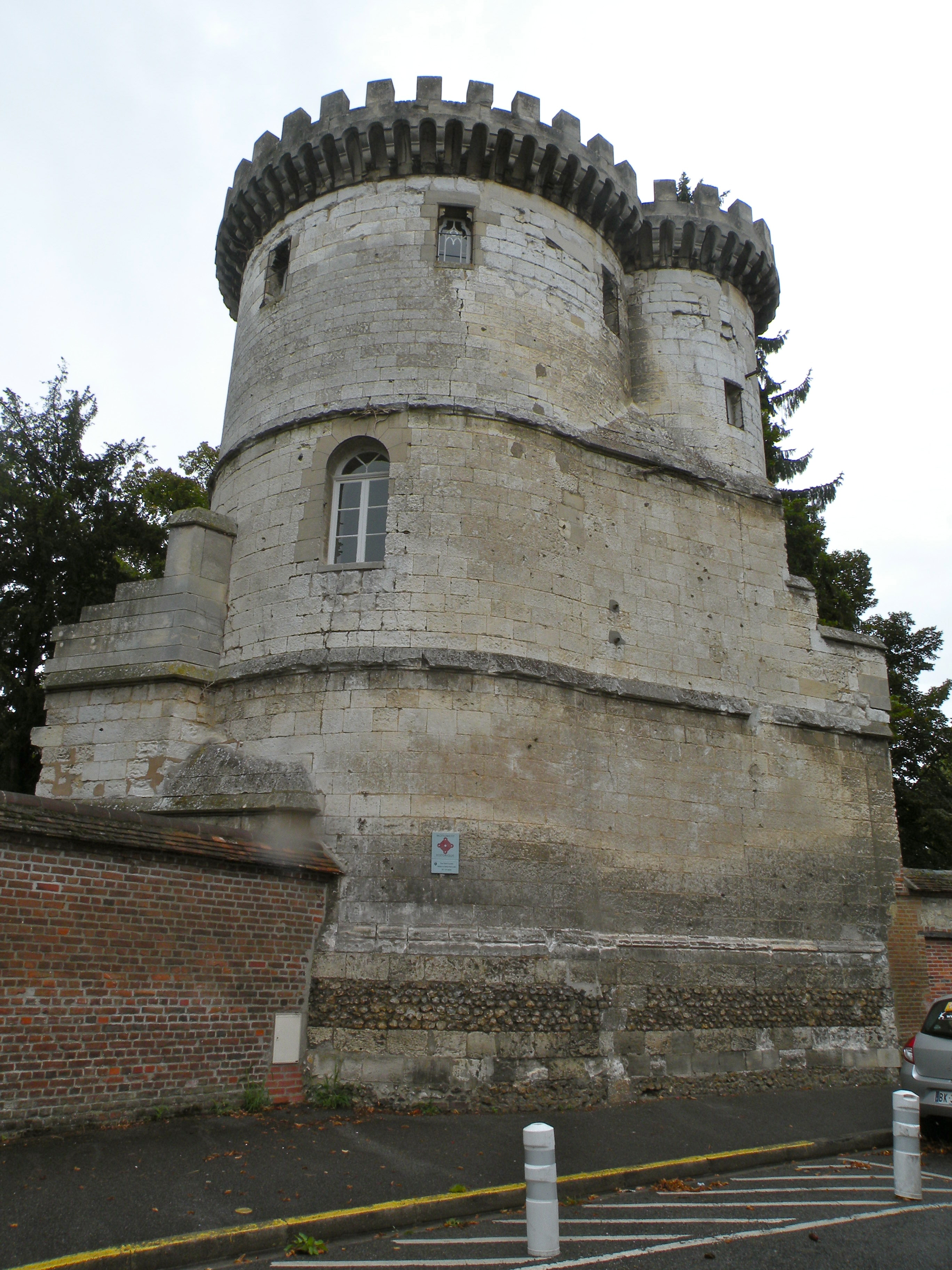
Башня аббатства Сен-Люсьен
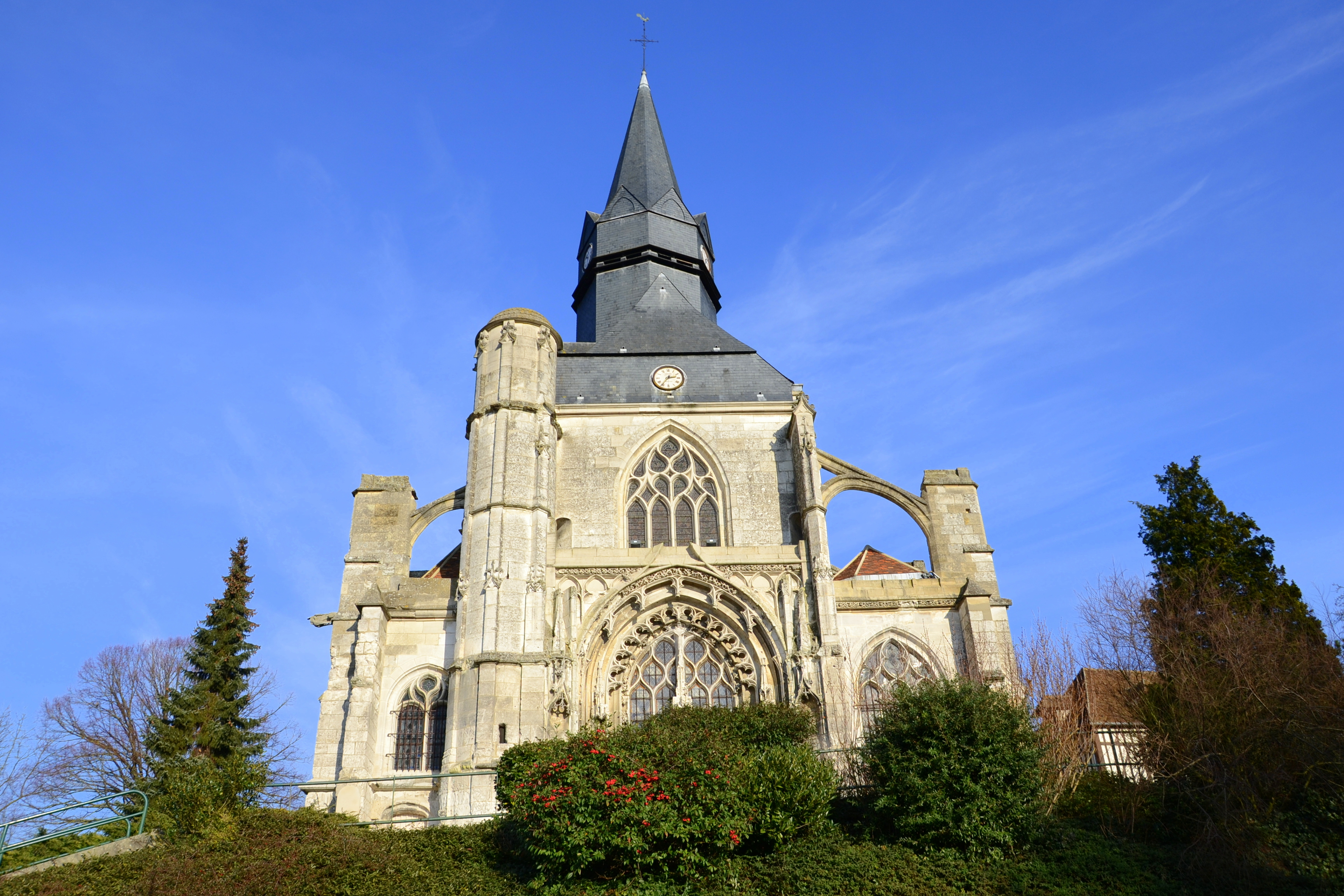
Церковь Нотр-Дам
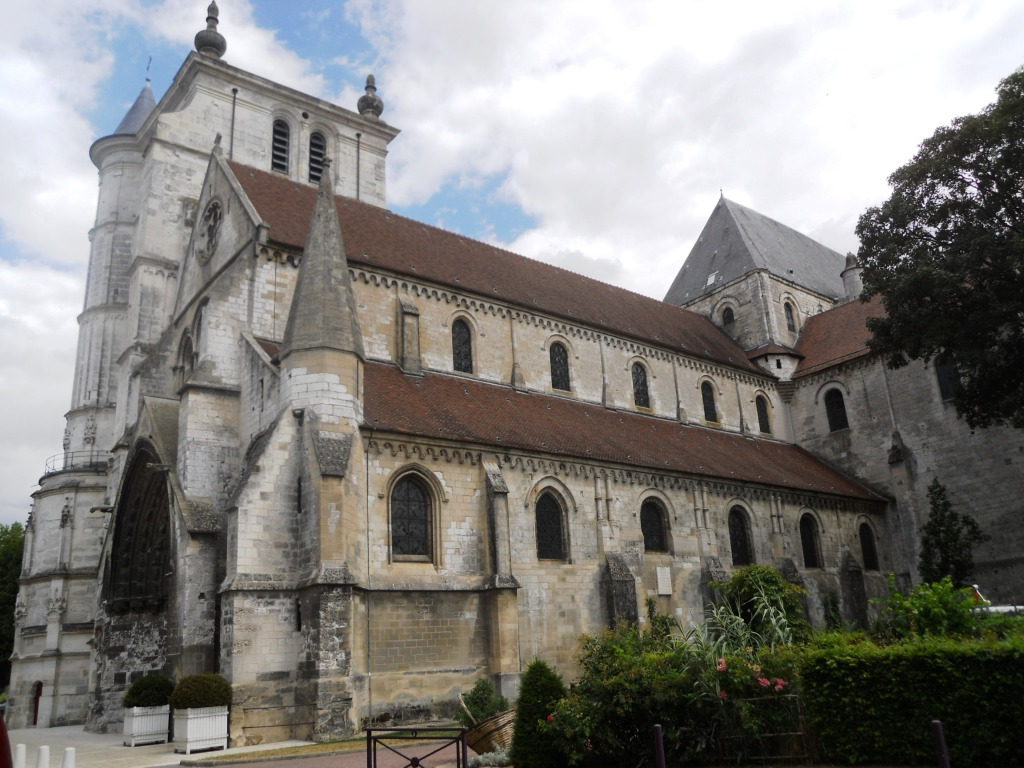
Церковь Сент-Этьенн
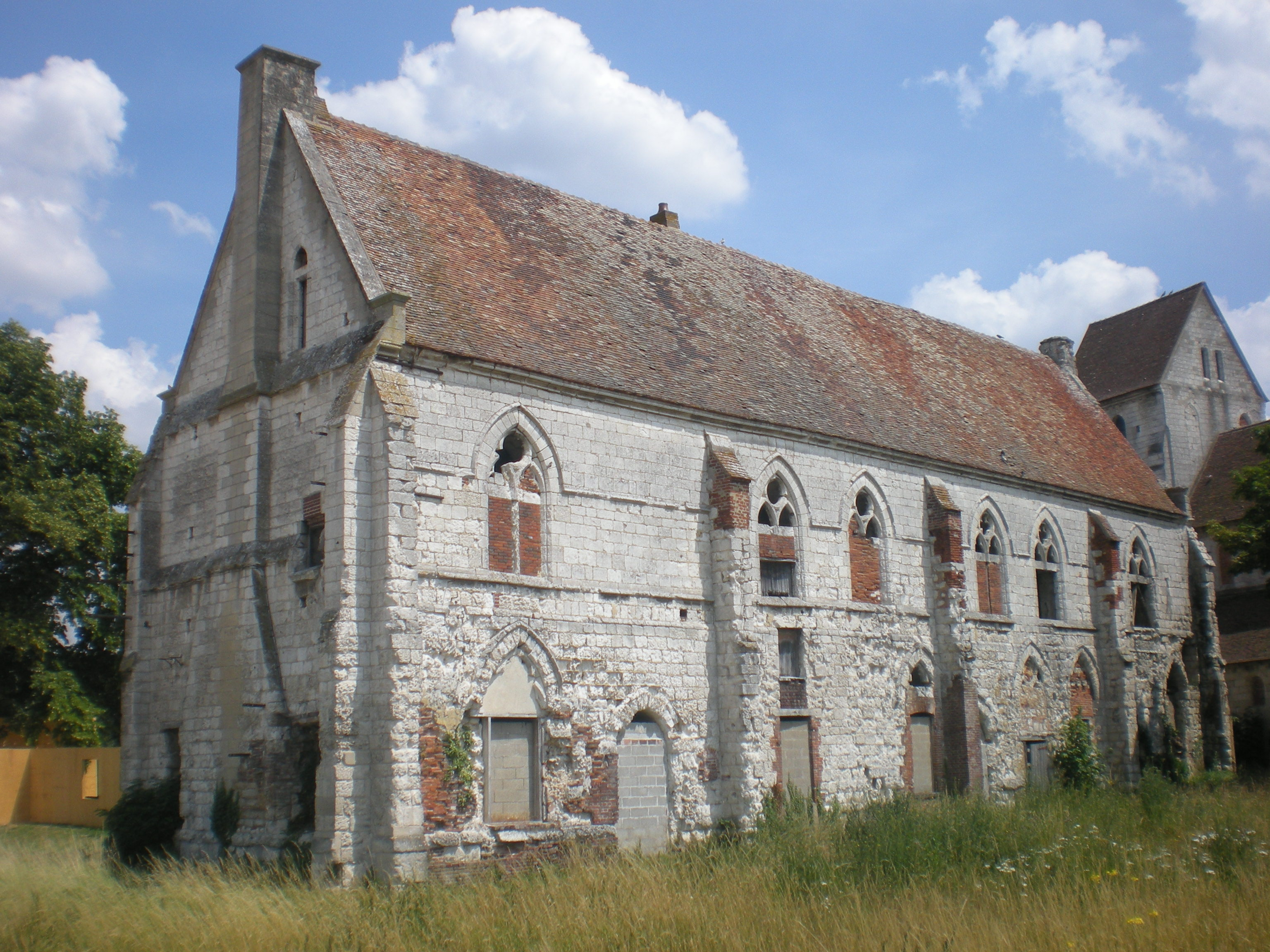
Лепрозорий Сен-Лазар
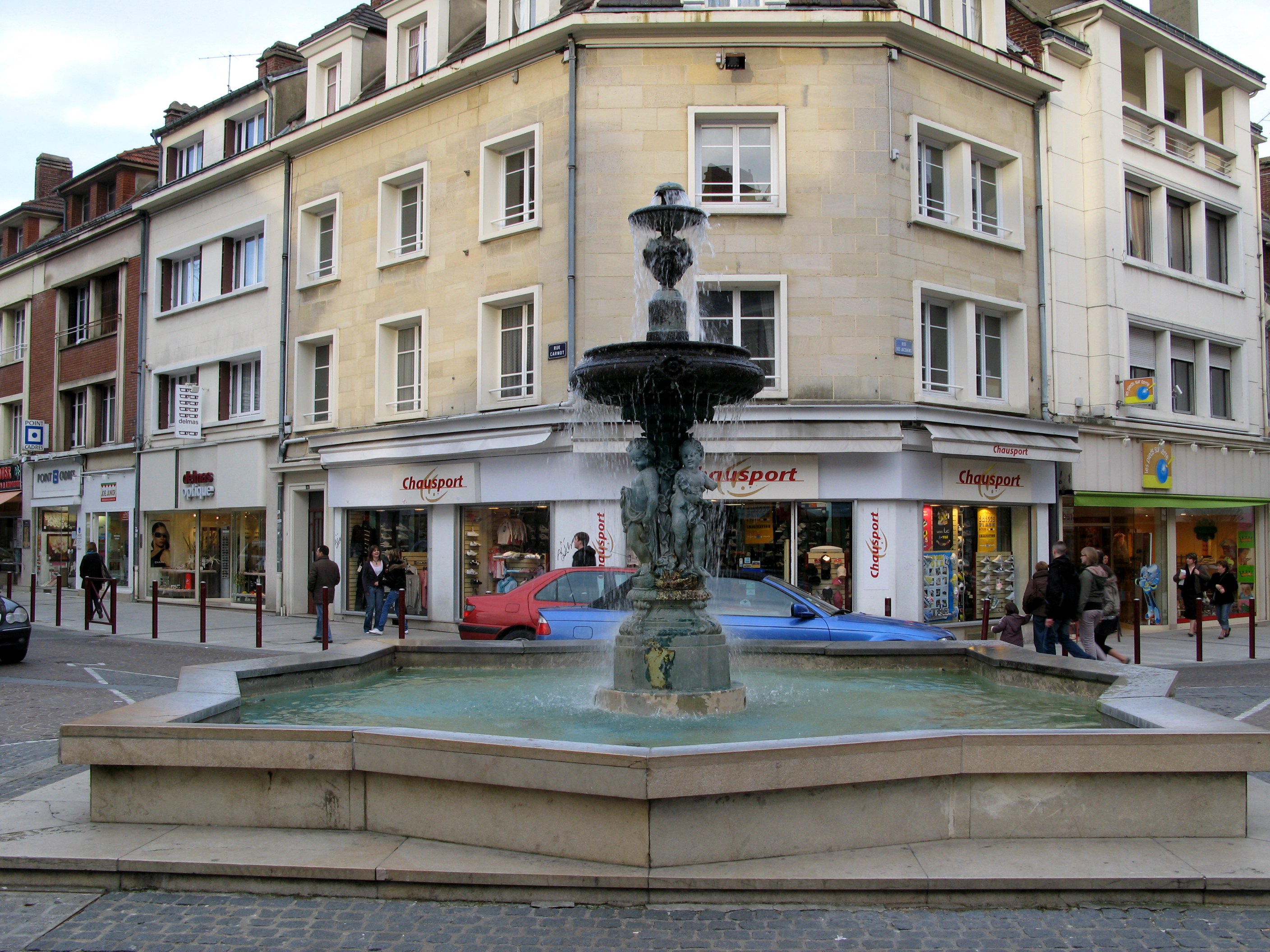
Фонтан в центре Бове
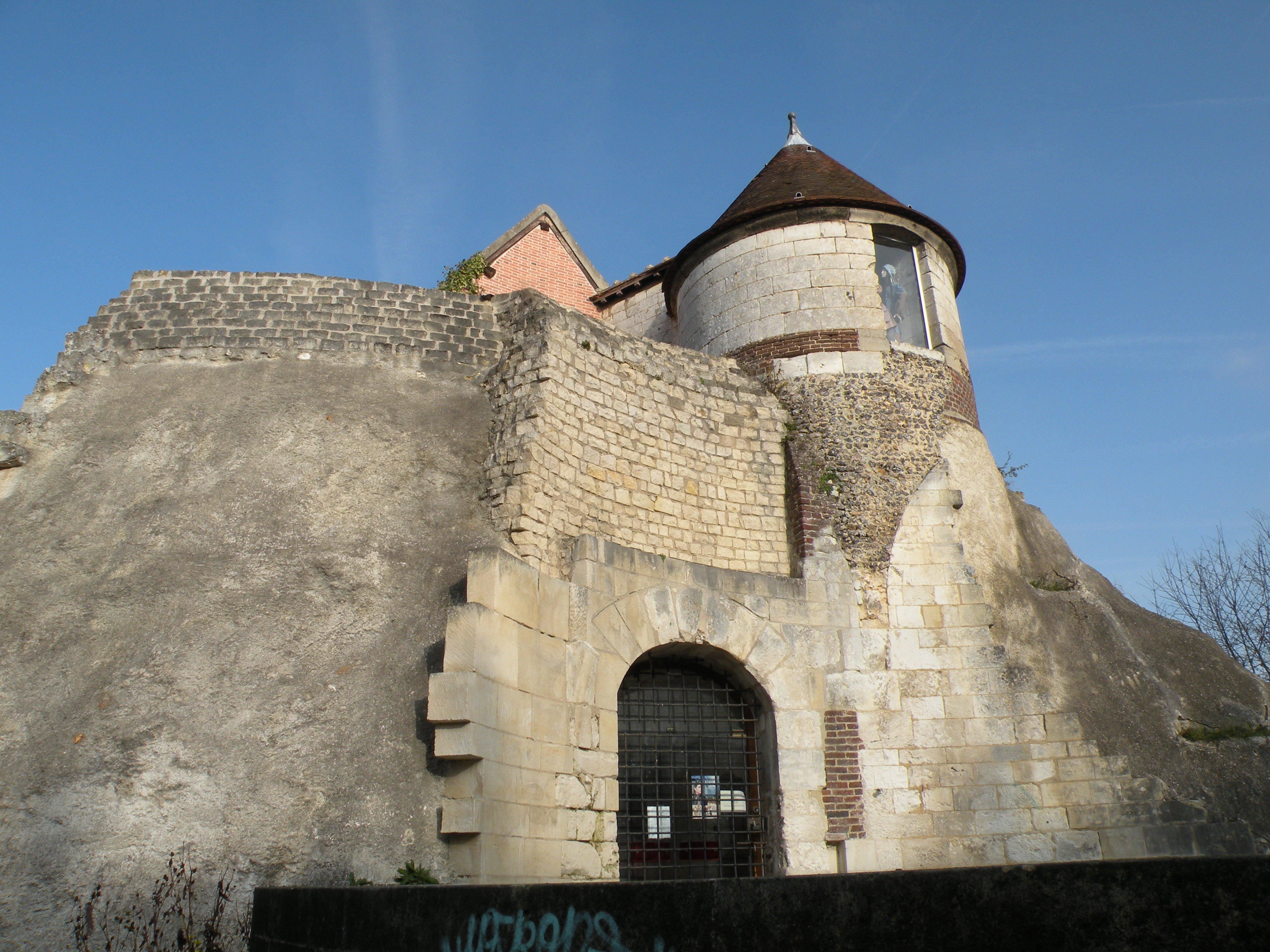
Башня Буальё